# Macrorrhyncha ezoensis
Macrorrhyncha ezoensis är en tvåvingeart som först beskrevs av Toyohi Okada 1938.  Macrorrhyncha ezoensis ingår i släktet Macrorrhyncha och familjen platthornsmyggor. Inga underarter finns listade i Catalogue of Life.